# 90059
Albums de Jay Rock
Follow Me Home
(2011) Redemption
(2018)
Singles
1. Money Trees Deuce
Sortie : 22 juin 2015
2. 90059
Sortie : 17 août 2015
3. Vice City
Sortie : 10 septembre 2015

90059 est le second album studio du rappeur américain Jay Rock, sorti le 11 septembre 2015.
L'album s'est classé 16e au Billboard 200, second au Top R&B/Hip-Hop Albums et premier au Top Rap Albums.

## Liste des titres
| No  | Titre                                                | Auteur                                                                       | Producteur(s)                                                                | Durée |
| --- | ---------------------------------------------------- | ---------------------------------------------------------------------------- | ---------------------------------------------------------------------------- | ----- |
| 1.  | Necessary                                            | J. McKinzie, Jr., B. Forest II                                               | JRB the Producer, Black Metaphor                                             | 3:20  |
| 2.  | Easy Bake (featuring Kendrick Lamar & SZA)           | J. McKinzie, Jr. , K. Duckworth, S. Rowe, C. Calor, T. Donaldson             | Skhye Hutch, Chris Calor, THANKGOD4CODY, The Antydote, SmokeyGotBeatz (add.) | 4:51  |
| 3.  | Gumbo                                                | J. McKinzie, Jr., J. Pounds                                                  | J.LBS                                                                        | 4:03  |
| 4.  | Wanna Ride (featuring Isaiah Rashad)                 | J. McKinzie, Jr., I. McClain, D. Perkins, T. Donaldson                       | J.LBS, The Antydote, Tae Beast                                               | 4:06  |
| 5.  | The Ways (featuring SiR)                             | J. McKinzie, Jr., J. Pounds                                                  | J.LBS                                                                        | 4:35  |
| 6.  | Telegram (Going Krazy) (featuring Lance Skiiiwalker) | J. McKinzie, Jr., L. Howard                                                  | J.LBS                                                                        | 4:00  |
| 7.  | 90059 (featuring Lance Skiiiwalker)                  | J. McKinzie, Jr., L. Howard, D. Perkins                                      | Tae Beast                                                                    | 4:00  |
| 8.  | Vice City (Black Hippy)                              | J. McKinzie, Jr., K. Duckworth, Q. Hanley, H. Stevens, D. Jackson, R. LaTour | Yung Exclusive, Cardo                                                        | 4:43  |
| 9.  | Fly on the Wall (featuring Busta Rhymes & Macy Gray) | J. McKinzie, Jr., T. Smith, N. McIntyre                                      | AAyhasis, DAE ONE                                                            | 4:39  |
| 10. | Money Trees Deuce (featuring Lance Skiiiwalker)      | J. McKinzie, Jr., L. Howard, R. Colson                                       | Flippa, J Proof                                                              | 5:21  |
| 11. | The Message (featuring Vic Smitty)                   | J. McKinzie, Jr., M. Spears, J. Pounds                                       | Sounwave, J.LBS                                                              | 4:01  |